# Apparizione di Gesù sulla via di Emmaus

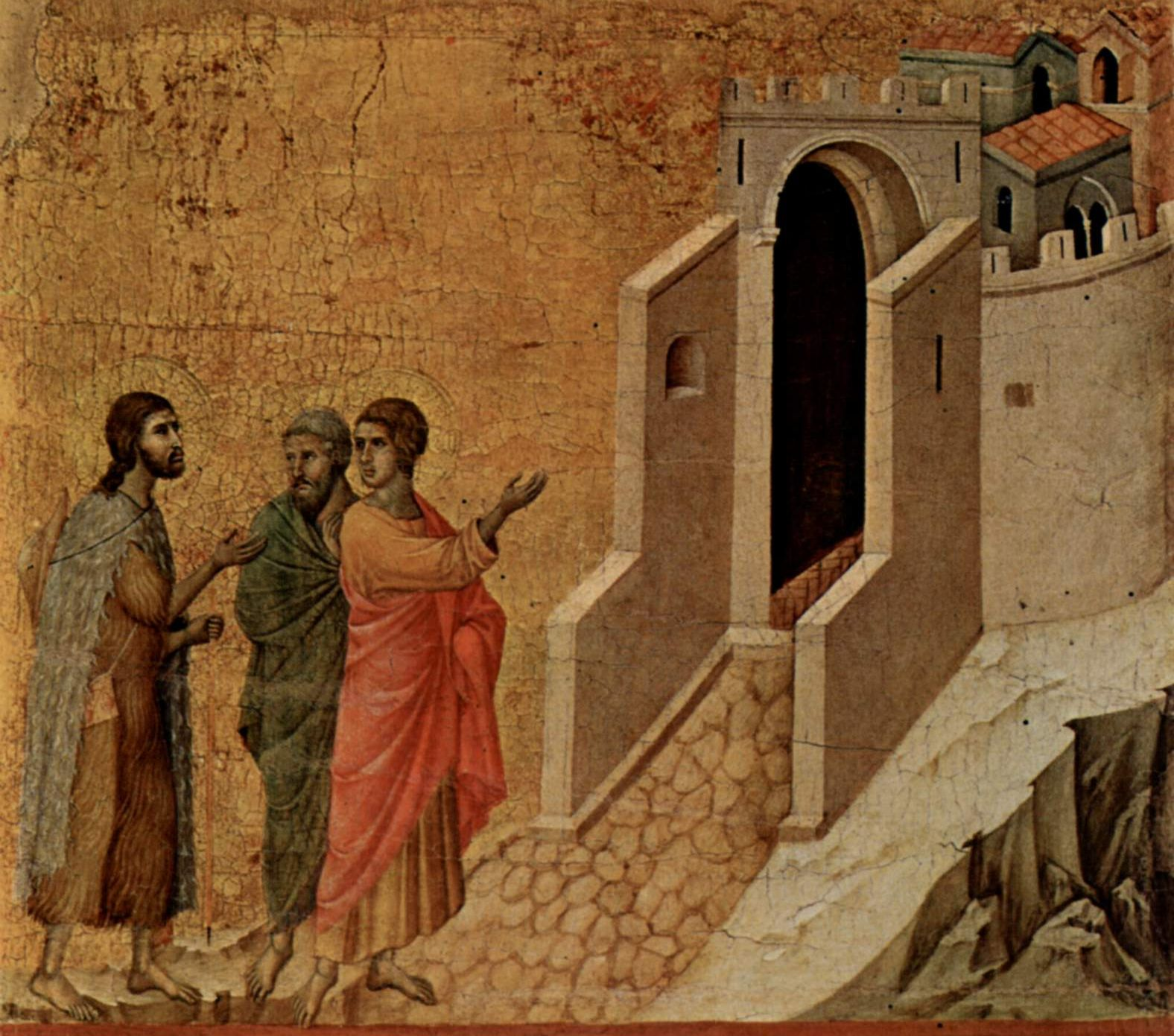
Gesù e i due discepoli Sulla strada per Emmaus, di Duccio di Buoninsegna, 1308–1311, Museo dell'Opera del Duomo, Siena

Secondo il Nuovo Testamento, l'apparizione sulla strada di Emmaus è una delle prime apparizioni dopo la risurrezione di Gesù. Entrambi gli incontri sulla via per Emmaus e la successiva cena di Emmaus, dove Gesù cena coi suoi discepoli dopo l'incontro per convincerli della sua reale risurrezione, sono diventati soggetti popolari nell'arte.

## Il racconto evangelico

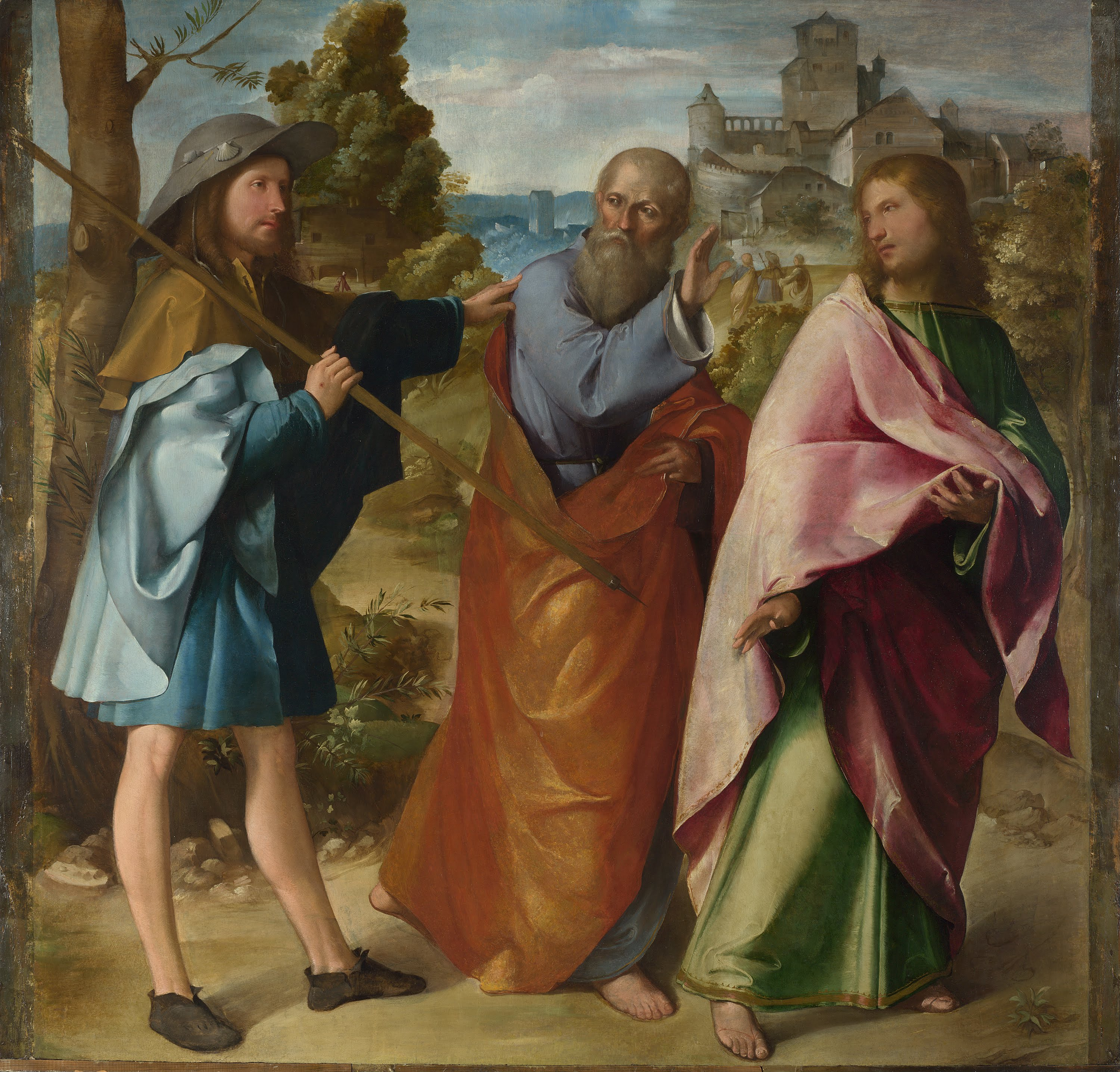
Altobello Melone – La strada per Emmaus, c. 1516-17

N. T. Wright considera la dettagliata narrazione del viaggio verso Emmaus narrato in Luca 24,14-35 come una delle migliori di tutto il vangelo di Luca. Jan Lambrecht, citando D. P. Moessner, scrisse a tal proposito: "La storia di Emmaus è una delle più squisite conquiste letterarie". Essa descrive l'incontro sulla strada di Emmaus e la successiva cena, precisando che il discepolo Cleofa e un altro discepolo stavano camminando insieme quando incontrarono Gesù. Essi non lo riconobbero, e parlarono con lui della loro tristezza e degli eventi recenti che avevano riguardato il loro maestro. Egli li persuase a cenare con lui, e durante la cena, allo spezzare del pane, lo riconobbero.

### Tema
Sebbene si possa dire che l'intento principale della presentazione della scena nel vangelo di Luca sia quello di comprovare la risurrezione di Gesù con una apparizione, il racconto sembra non dire nulla in tal senso. R. W. L. Moberly ha suggerito come "la storia sia meglio compresa come un'esposizione ermeneutica del discernimento, in particolare focalizzato sulla domanda Come uno può riconoscere Cristo risorto". Alfred McBride disse che la narrazione di Emmaus riguarda più che altro "l'evoluzione della coscienza dei due discepoli, più che la morte e la risurrezione di Cristo". Come ha notato James L. Resseguie, "gli apostoli avevano in cuor loro un misto di disappunto, pazzia, arrancavano, erano lenti di cuore durante il loro viaggio, ma Dio aprì loro gli occhi in questo mondo".

### Parallelismi
Il vangelo di Marco (Mc 16,12-13) ha un resoconto simile che descrive l'apparizione di Gesù a due discepoli mentre questi camminavano nel paese, anche se non viene esplicitata né la città né il nome dei discepoli:
È stato anche suggerito che la storia dell'etiope eunuco narrata in Atti 8,26-40 sia un "parallelismo della narrazione di Emmaus", dal momento che vi sono molte similitudini tra i due racconti. Jan Lambrecht disse: "Ciascun evento culmina in un rituale, lo spezzare e la distribuzione del pane a Emmaus ed il battesimo dell'etiope lungo la strada... Ciò che resta è un tema comune in entrambe le storie, necessaria connessione ermeneutica tra le Scritture e Gesù. Le Scritture devono essere interpretate alla luce della "buona novella di Gesù" (Atti 8) e gli eventi di Gesù possono essere compresi solo alla luce delle Scritture (Luca 24)."

### Il discepolo sconosciuto

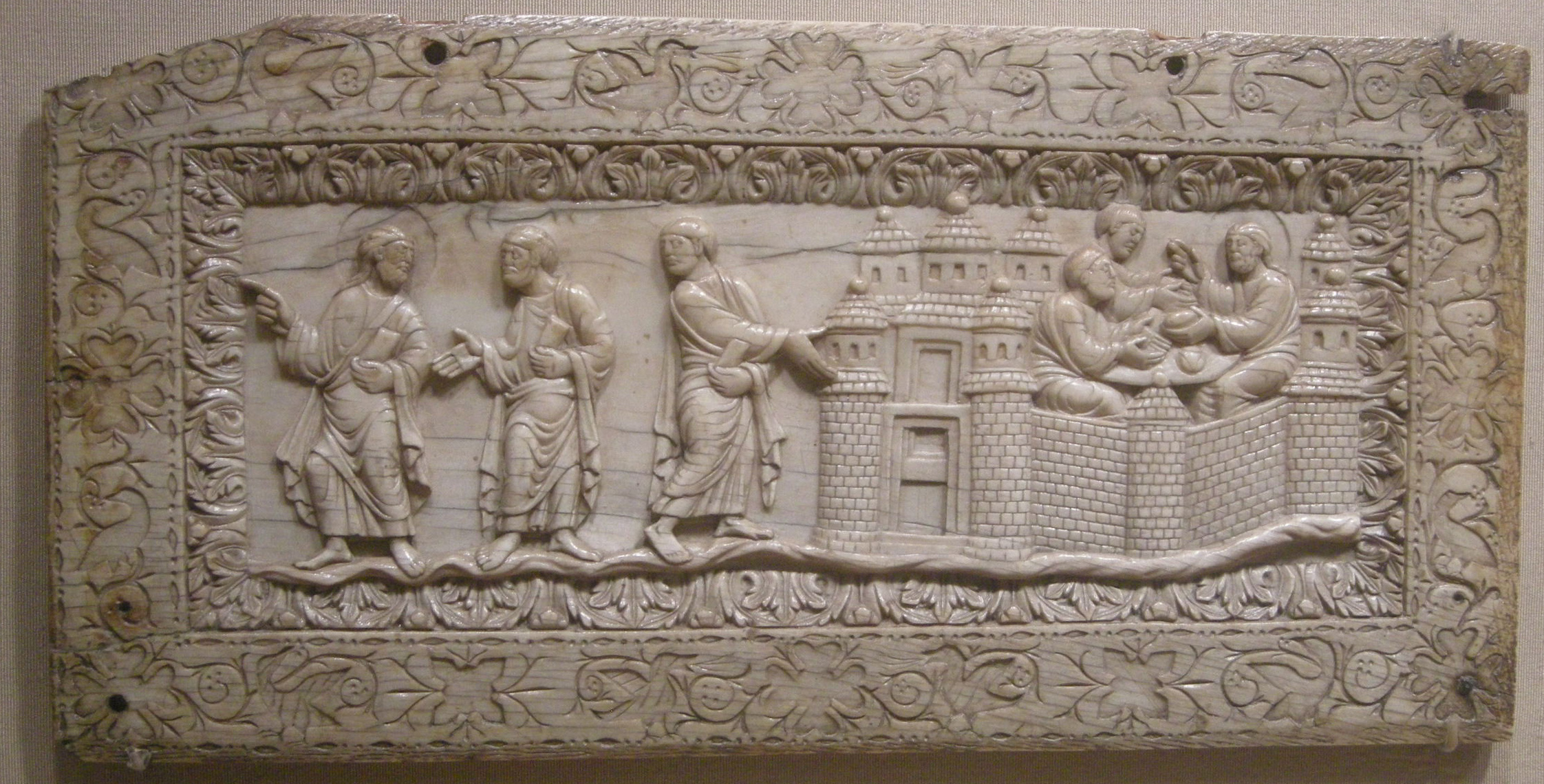
Placca d'avorio con la scena dei Emmaus, c. 950-900, Metz

Molti sono i nomi che sono stati proposti per il discepolo non nominato nel vangelo che pure accompagna Cleofa nel suo viaggio. Tra questi i più probabili potrebbero essere, secondo i manoscritti, Simone/Simeone o Ammaon/Amaon che secondo sant'Ambrogio potrebbe essere una trascrizione erronea di "Simeone"; Nathanael, secondo sant'Epifanio (come riportato nel suo Panarion); Nicodemo, secondo il vangelo apocrifo di Giovanni in arabo; l'evangelista Luca, secondo il Libro delle Api; Filippo il diacono; Giacomo; o ancora Maria di Cleofa.
John Gillman, appoggiando le idee di Jan Lambrecht, scrisse che "il fallimento di Luca nell'identificare il compagno di Cleofa, non dicendo né il nome né il genere, può essere una strategia per invitare il lettore ad identificarsi implicitamente in quella persona, e quindi a farsi compagno di viaggio con Cleofa e con Gesù."

### Il viaggio verso Emmaus
I due discepoli nell'episodio stavano camminando sulla strada per Emmaus, intenti in una discussione seria, quando Gesù li incontra. Essi non lo riconoscono e lo vedono come uno straniero. Nelle sue Omelie sui vangeli (Hom. 23), San Gregorio Magno scriveva:
Gesù lascia che gli apostoli raccontino delle loro ansie e delle loro paure; li lascia disperarsi esprimendo tutto il loro dispiacere per quanto accaduto. Gesù enfaticamente li ascolta e utilizza le scritture per confortarli nella comprensione della "sofferenza e della gloria". Durante il viaggio verso Emmaus, secondo Alfred McBride, Gesù pazientemente guida i due discepoli "dalla disperazione alla celebrazione" e li nutre della fede così che essi possano vedere "la sua presenza reale nello spezzare il pane".
Dal punto di vista pastorale, John Mossi scrisse che il meditare sul "pellegrinaggio di Emmaus" è aiutare una persona a uscire dalla propria "notte oscura". Durante l'azione, infatti, secondo Mossi, si può comprendere che Gesù compassionevolmente cammina come un amico nel viaggio della vita, ascolta le esitazioni e i dispiaceri di ciascuno e trascorre del tempo con chi lo segue.

### "Resta con noi"
Luca 24,28–29 riporta che Gesù rimase con gli apostoli e cenò quindi con loro dopo l'incontro sulla strada:
I due discepoli mostrano la loro apertura nei confronti dello straniero, che è Gesù, invitandolo a rimanere con loro, a cenare insieme in compagnia. Jan Lambrecht ha suggerito che questo fatto ha consentito a Gesù di cambiarli radicalmente: "Offrendo ospitalità al compagno di Emmaus [i discepoli] furono in grado di trascendere la loro auto-consapevolezza, la loro tristezza, la loro pazzia, la loro lentezza di cuore preparandosi quindi all'esperienza rivelatoria attorno al tavolo della cena."

### La cena di Emmaus
In un primo momento, Gesù appare a Cleofa e a un altro discepolo, ma "i loro occhi erano ciechi" e non lo riconobbero. Successivamente, "allo spezzare del pane" (Lc 24,30), "i loro occhi si aprirono" e lo riconobbero (Luca 24,31). B. P. Robinson ha suggerito che il riconoscimento di Gesù si ritrovi nel gesto della cena, mentre Raymond Blacketer ha notato come "molti, ma non tutti i commentatori, antichi e moderni, hanno visto la rivelazione dell'identità di Gesù nello spezzare del pane come un implicito riferimento all'eucaristia."
Nella sua lettera apostolica Mane nobiscum Domine, Giovanni Paolo II disse che quando i due discepoli chiesero a Gesù di rimanere "con" loro, questi rispose dando loro modo di rimanere "in" lui, entrando in profonda comunione con Gesù attraverso il sacramento dell'eucaristia (Gv 15,4). Poco dopo Gesù accondiscende alla loro richiesta di rimanere, secondo il santo pontefice, «il volto di Gesù scompare, e si fa strada quello del Maestro che sta con loro, nascosto nello spezzare del pane che apre gli occhi a riconoscerlo... Quando le menti sono illuminate ed i cuori sono ingentiliti, i segni iniziano a parlare».

### Il ritorno a Gerusalemme
Luca 24,32 riporta che i cuori dei due discepoli erano "brucianti" dopo la loro conversazione con Gesù sulla strada per Emmaus, in particolare quando egli spiegò loro le Scritture. Essi intrapresero quel viaggio "per simboleggiare il loro cambiamento del cuore da 'triste' a 'bruciante'", e immediatamente fecero ritorno a Gerusalemme per condividere la loro esperienza con gli altri compagni (Luca 24,33).
Alfred McBride disse che "l'entusiasmo riempì le loro vite" quando i due discepoli "incontrarono il Cristo risorto" alla cena di Emmaus. Essi sentirono il bisogno di condividere cosa era successo e la buona novella con gli altri e pertanto essi ritornarono a Gerusalemme. Giovanni Paolo II ha sottolineato come i due discepoli avessero realizzato un "dovere missionario" dopo "essere entrati in comunione con Cristo" nella cena, alla fine della celebrazione eucaristica.

## In arte

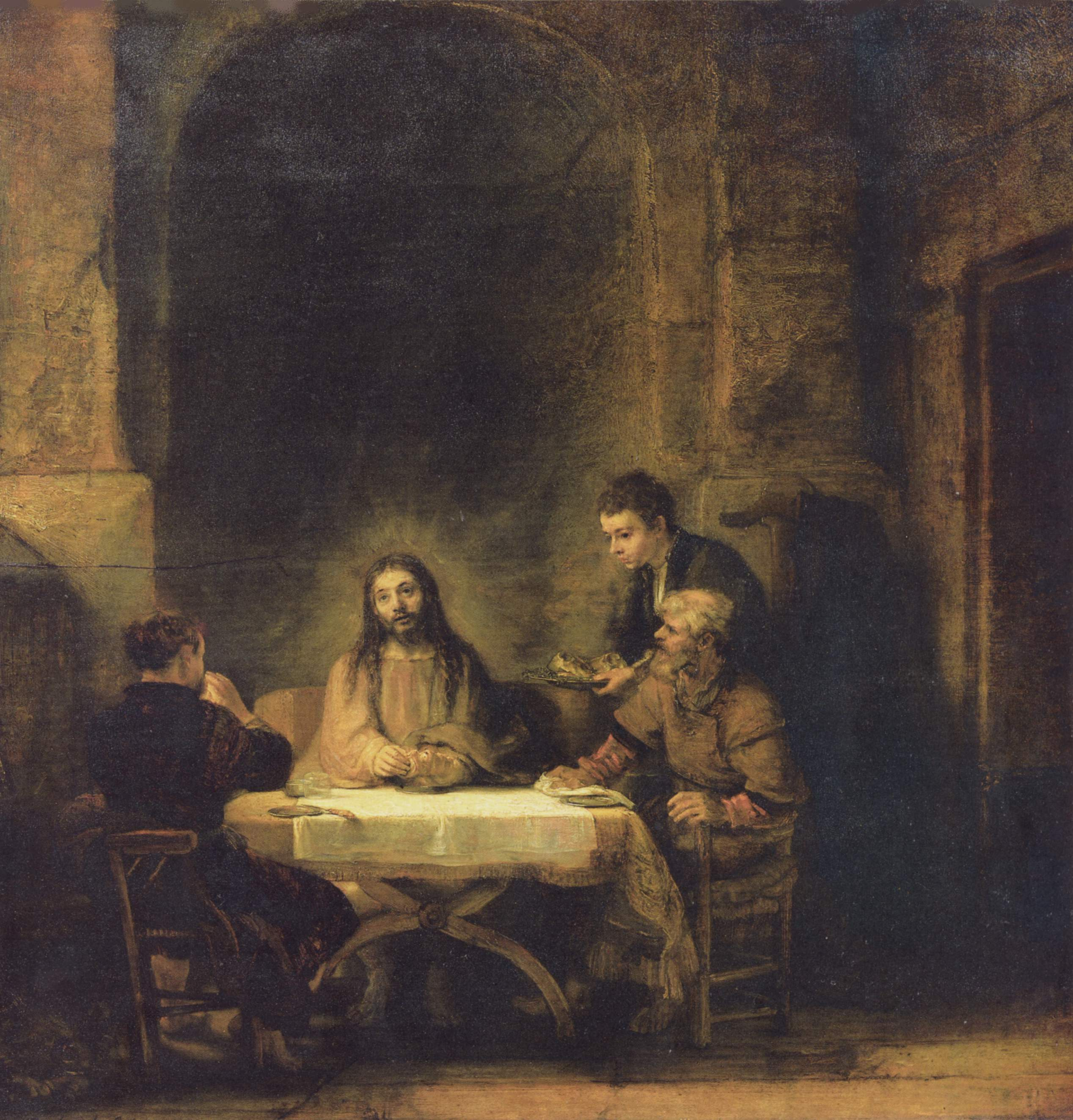
Cristo a Emmaus, Rembrandt, 1648, Louvre

Sia l'incontro lungo la strada sia la successiva cena sono stati soggetti frequentemente rappresentati nell'arte cristiana, in particolare a partire dal Rinascimento. Le opere tendono a privilegiare il momento del riconoscimento di Gesù nello spezzare il pane, talvolta accentuando l'aspetto narrativo o simbolico. Tra le raffigurazioni più celebri si ricordano quelle di Caravaggio e Rembrandt, oltre a interpretazioni di Jacopo Bassano, Pontormo, Tiziano, Velázquez, Vermeer e altri.

## In letteratura
In letteratura, il tema di Emmaus viene trattato nel XII secolo dal poeta Lorenzo di Durham in un poema semidrammatico in latino.

## In musica
Il compositore luterano tedesco Johann Sebastian Bach compose per le cantate pasquali una cantata dal titolo Bleib bei uns, denn es will Abend werden, BWV 6, nel 1725, proprio ispirata al tema dell'incontro di Emmaus.
Josef Rheinberger compose nel 1855 un mottetto Abendlied su questi versi del vangelo.

## In filosofia
Carl Jung ha visto l'apparizione lungo la strada per Emmaus come l'esplicitazione di un tema mitologico comune, quello del "magico compagno di viaggio".